# Огонь в небе
«Огонь в небе» (англ. Fire in the Sky) — американский научно-фантастический фильм 1993 года, снятый режиссёром Робертом Либерманом на основе случая с Трэвисом Уолтоном, произошедшим в 1975 году. Сценарий Трэйси Торме был написан по книге самого же Уолтона «Опыт Уолтона». Главные роли в фильме исполнили Д. Б Суини, Роберт Пэтрик, Крэйг Шэффер, Питер Берг и Джеймс Гарнер. Оригинальную музыку к фильму написал Марк Айшем, а оператором выступил Билл Поп. Вышел на экраны в США 12 марта 1993 года.

## Сюжет
Группа лесорубов возвращается в город и сообщает местному шерифу, что на обратном пути они встретили нечто, и одного из их коллег по имени Трэвис похитили. Шериф связывается по рации с лейтенантом Франком Уоттерсом, тот приезжает узнать подробности происшествия. Уоттерс просит рассказать ему о пропавшем лесорубе и о том, что же всё-таки произошло. Из рассказа коллег Уоттерс узнаёт, что Трэвис ухаживал за сестрой бригадира Майка и мечтал об открытии собственного бизнеса по продаже мотоциклов, разумеется, не имея на это средств. Также узнаёт о том, что Трэвис не ладил с другим лесорубом, у которого были проблемы с законом.
По словам лесорубов, сначала они увидели красное свечение, подумали, что это пожар, но свет двигался вместе с ними. Когда они остановились возле поляны, то увидели нечто зависшее в воздухе. Трэвис выбрался из машины, несмотря на то что его не пускали. Его ударило пучком света, и он потерял сознание, а его коллеги сочли его погибшим. Уоттерс не верит ни единому слову и планирует операцию по поиску пропавшего, считая что его убили. Люди в городе также не верят в историю лесорубов, не пускают их в заведения и пытаются вывести на чистую воду.
Проводятся масштабные поисковые работы, которые не приносят успеха, кроме тела мёртвой собаки ничего не удаётся найти, после чего принято решение проверить лесорубов на полиграфе. После городского собрания, на котором лесорубов открыто обвиняют в убийстве, Майкл соглашается на проверку с помощью полиграфа. Проверка не даёт сыщикам желаемого результата, и они просят о повторной попытке. Тем временем город наполняют журналисты и уфологи, а лесорубы лишаются контракта, жители недовольны сложившейся ситуацией. Но через пять дней пропавший лесник даёт о себе знать звонком своему другу и бригадиру Майку, тот находит его на отдалённой заправке. Пропавший обнаружен в невменяемом состоянии, и на нём нет одежды, приехавшие уфологи пытаются с ним поговорить, но всё без толку, его помещают в больницу.
В больнице он обвиняет Майка в предательстве, после чего выясняется, что он не помнит, где был и что делал, и что он не ел 5 дней. Однако на торжественном обеде в честь его возвращения, у него случается приступ, он до смерти напуган, забивается под кухонный стол и видит картины происходившего с ним. Во время сеанса гипноза, он рассказывает, о том как очнулся в небольшом отсеке, рядом с которым нашёл тело полуживого человека. Он поспешил выбраться оттуда и наткнулся на группу существ, которая поймала его и провела над ним ряд медицинских экспериментов. Трэвис описывает подробности, медицинские инструменты, рассказывает о существах и устройстве корабля. Проходит несколько лет, Трэвис приезжает к Майку живущему отдельно от своей семьи, на окраине города, чтобы помириться.

## В ролях
- Даниэль Бернард Суини — Трэвис Уолтон
- Роберт Пэтрик — Майк Роджерс
- Крэйг Шеффер — Аллан Дэллис
- Питер Берг — Дэвид Витлок
- Генри Томас — Грег Хейс
- Брэдли Грегг — Бобби Когдилл
- Нобле Виллингхем — шериф Блэйк Дэвис
- Кэтлин Уилхойт — Кати Роджерс
- Джорджия Эмелин — Дана Роджерс
- Скотт МакДональд — Дэн Уолтон
- Джеймс Гарнер — лейтенант Франк Уоттерс

## Съёмки
- Кинофильм был снят в городе Оэклэнд штата Орегон.
- События фильма начинают разворачиваться с  5 ноября 1975 года в районе Уайт-Маунтинс, Северо-Восточная Аризона[2][5].
- Трэвис Уолтон отсутствовал 5 дней[6].
- Общие сборы фильма в прокате составили около 20 000 000 долларов США[7].